# Naters (Hollande-Méridionale)
Naters est une ancienne commune néerlandaise de la Hollande-Méridionale.
Naters a été érigé en commune le 1er avril 1817 par démembrement de la commune de Rockanje, à laquelle elle avait été ajoutée le 1er janvier 1812. Le 1er septembre 1855 la commune fut supprimée et rattachée à Rockanje. De nos jours, son territoire intègre la commune de Westvoorne. La commune englobait le village de Naters et le polder de Sint Pancrasgors.
En 1840, la commune de Naters comptait 18 maisons et 116 habitants, dont à 101 à Naters et 15 à Sint Pancrasgors.